# Eredivisie 2012-13
La Eredivisie 2012-13 fue la 57.ª edición de la Eredivisie, la primera división de fútbol de los Países Bajos. El ganador se clasificó a la Liga de Campeones 2013-14, el segundo lugar se clasificó a la tercera ronda previa de la Liga de Campeones 2013-14, el tercer lugar jugará la ronda preliminar de la UEFA Europa League 2013-14, el cuarto la tercera fase y del quinto al octavo lugar jugaron los play-offs para definir un pase a la misma competición. El último lugar descendió a la Eerste Divisie, mientras que los lugares 16.º y 17.º jugaron una ronda de repesca para el descenso.

## Equipos participantes
Para esta edición de la Eredivisie descendió habitualmente el último posicionado de la edición pasada mientras que en los play-offs de ascenso y descenso ascendió el equipo Willem II que venía de la Eerste Divisie 2011/12; descendió De Graafschap al perder por la regla de gol de visitante en la segunda ronda de los play-offs y VVV-Venlo logró permanecer en la máxima división del fútbol neerlandés.
| Pos. | Descendidos de la Eredivisie |
| ---- | ---------------------------- |
| 17.º | De Graafschap (promoción)    |
| 18.º | Excelsior                    |

| Pos. | Ascendidos de la Eerste Divisie |
| ---- | ------------------------------- |
| 1.º  | Zwolle                          |
| 5.º  | Willem II (promoción)           |

### Información de los equipos
| Club               | Localización | Entrenador       | Estadio                  | Capacidad |
| ------------------ | ------------ | ---------------- | ------------------------ | --------- |
| ADO Den Haag       | La Haya      | Maurice Steijn   | Kyocera Stadion          | 15.000    |
| Ajax Ámsterdam     | Ámsterdam    | Frank de Boer    | Amsterdam ArenA          | 52.651    |
| AZ Alkmaar         | Alkmaar      | Gertjan Verbeek  | AFAS Stadion             | 17.023    |
| FC Feyenoord       | Róterdam     | Ronald Koeman    | Stadion Feyenoord        | 51.177    |
| FC Groningen       | Groninga     | Robert Maaskant  | Euroborg                 | 22.550    |
| SC Heerenveen      | Heerenveen   | Marco van Basten | Abe Lenstra Stadion      | 26.100    |
| SC Heracles Almelo | Almelo       | Peter Bosz       | Polman Stadion           | 8.500     |
| NAC Breda          | Breda        | Nebojša Gudelj   | Rat Verlegh Stadion      | 19.005    |
| NEC Nijmegen       | Nimega       | Alex Pastoor     | Goffert Stadion          | 12.4500   |
| PSV Eindhoven      | Eindhoven    | Dick Advocaat    | Philips Stadion          | 35.000    |
| RKC Waalwijk       | Waalwijk     | Erwin Koeman     | Mandemakers Stadion      | 7.508     |
| Roda JC Kerkrade   | Kerkrade     | Ruud Brood       | Parkstad Limburg Stadion | 18.936    |
| FC Twente          | Enschede     | Alfred Schreuder | De Grolsch Veste         | 30.014    |
| FC Utrecht         | Utrecht      | Jan Wouters      | Galgenwaard              | 23.750    |
| SBV Vitesse        | Arnhem       | Fred Rutten      | Gelredome                | 25.000    |
| VVV-Venlo          | Venlo        | Ton Lokhoff      | De Koel                  | 8.000     |
| Willem II          | Tilburgo     | Jurgen Streppel  | Willem II Stadion        | 14.500    |
| PEC Zwolle         | Zwolle       | Art Langeler     | IJsseldelta              | 11.324    |

## Tabla de posiciones
Actualizado el 12 de mayo de 2013
|                 |    | Equipos       | PJ | PG | PE | PP | GF  | GC | Dif | Pts |
| --------------- | -- | ------------- | -- | -- | -- | -- | --- | -- | --- | --- |
| Clasificó a UCL | 1  | Ajax (C)      | 34 | 22 | 10 | 2  | 83  | 31 | 52  | 76  |
| Clasificó a UCL | 2  | PSV           | 34 | 22 | 3  | 9  | 103 | 43 | 60  | 69  |
| Clasificó a UEL | 3  | Feyenoord     | 34 | 21 | 6  | 7  | 64  | 38 | 26  | 69  |
| Clasificó a UEL | 4  | Vitesse       | 34 | 19 | 7  | 8  | 68  | 42 | 26  | 64  |
| Clasificó a UEL | 5  | Utrecht (G)   | 34 | 19 | 6  | 9  | 55  | 41 | 14  | 63  |
|                 | 6  | Twente        | 34 | 17 | 11 | 6  | 60  | 33 | 27  | 62  |
|                 | 7  | Groningen     | 34 | 12 | 7  | 15 | 36  | 53 | -17 | 43  |
|                 | 8  | Heerenveen    | 34 | 11 | 9  | 14 | 50  | 63 | -13 | 42  |
|                 | 9  | ADO Den Haag  | 34 | 9  | 13 | 12 | 49  | 63 | -14 | 40  |
|                 | 10 | AZ (CC)       | 34 | 10 | 9  | 15 | 56  | 54 | 2   | 39  |
|                 | 11 | Zwolle        | 34 | 10 | 9  | 15 | 42  | 55 | -13 | 39  |
|                 | 12 | Heracles      | 34 | 9  | 11 | 14 | 58  | 71 | -13 | 38  |
|                 | 13 | NAC           | 34 | 10 | 8  | 16 | 40  | 56 | -16 | 38  |
|                 | 14 | Waalwijk      | 34 | 9  | 10 | 15 | 39  | 48 | -9  | 37  |
|                 | 15 | NEC           | 34 | 10 | 7  | 17 | 44  | 66 | -22 | 37  |
|                 | 16 | Roda          | 34 | 7  | 12 | 15 | 51  | 69 | -18 | 33  |
|                 | 17 | VVV-Venlo (D) | 34 | 6  | 10 | 18 | 33  | 62 | -29 | 28  |
| Descendió       | 18 | Willem II (D) | 34 | 5  | 8  | 21 | 33  | 76 | -43 | 23  |

|           | Clasificado para la Fase de grupos de la Liga de Campeones 2013-14.                                            |
|           | Clasificado para la Tercera ronda previa de la Liga de Campeones 2013-14.                                      |
|           | Clasificado para la Cuarta ronda previa (play-off) de la Liga Europea 2013-14.                                 |
|           | Clasificado para la Cuarta ronda previa (play-off) de la Liga Europea 2013-14 por ganar la KNVB beker 2012-13. |
|           | Clasificado para la Tercera ronda previa de la Liga Europea de la UEFA 2013-14.                                |
|           | En zona de play-offs para ingresar a la Segunda ronda previa de la Liga Europea de la UEFA 2013-14.            |
|           | Participará por la permanencia en la Eredivisie contra clubes de la Eerste Divisie 2012/13.                    |
| Descendió | Descenso a la Eerste Divisie 2013/14.                                                                          |

| (C) Campeón                                         |
| (CC) Campeón de la Copa de los Países Bajos 2012-13 |
| (D) Descendido                                      |
| (G) Ganador de los play-offs                        |

## Evolución de las posiciones
| Equipo / Jornada | 1  | 2  | 3  | 4  | 5  | 6  | 7  | 8  | 9  | 10 | 11 | 12 | 13 | 14 | 15 | 16 | 17 | 18 | 19 | 20 | 21 | 22 | 23 | 24 | 25 | 26 | 27 | 28 | 29 | 30 | 31 | 32 | 33 | 34 |
| Equipo / Jornada |    |    |    |    |    |    |    |    |    |    |    |    |    |    |    |    |    |    |    |    |    |    |    |    |    |    |    |    |    |    |    |    |    |    |
| ---------------- | -- | -- | -- | -- | -- | -- | -- | -- | -- | -- | -- | -- | -- | -- | -- | -- | -- | -- | -- | -- | -- | -- | -- | -- | -- | -- | -- | -- | -- | -- | -- | -- | -- | -- |
| Ajax             | 5  | 2  | 2  | 4  | 3  | 3  | 4  | 4  | 4  | 4  | 4  | 4  | 4  | 4  | 4  | 4  | 3  | 3  | 3  | 3  | 2  | 2  | 2  | 2  | 2  | 1  | 1  | 1  | 1  | 1  | 1  | 1  | 1  | 1  |
| PSV              | 15 | 7  | 6  | 3  | 5  | 3  | 3  | 2  | 2  | 2  | 2  | 1  | 1  | 1  | 3  | 1  | 1  | 1  | 2  | 1  | 1  | 1  | 1  | 1  | 1  | 2  | 2  | 2  | 2  | 3  | 2  | 2  | 2  | 2  |
| Feyenoord        | 4  | 6  | 5  | 6  | 4  | 6  | 5  | 5  | 5  | 5  | 6  | 5  | 5  | 5  | 5  | 5  | 5  | 4  | 4  | 5  | 4  | 3  | 4  | 3  | 3  | 3  | 3  | 4  | 4  | 4  | 3  | 3  | 3  | 3  |
| Vitesse          | 5  | 5  | 3  | 2  | 2  | 2  | 2  | 3  | 3  | 3  | 3  | 3  | 3  | 3  | 2  | 2  | 4  | 5  | 5  | 4  | 6  | 5  | 5  | 4  | 4  | 4  | 4  | 3  | 3  | 2  | 4  | 4  | 4  | 4  |
| Utrecht          | 16 | 8  | 9  | 9  | 8  | 5  | 6  | 6  | 6  | 6  | 4  | 6  | 6  | 6  | 6  | 6  | 6  | 6  | 6  | 6  | 5  | 6  | 6  | 6  | 6  | 5  | 6  | 6  | 6  | 6  | 6  | 6  | 5  | 5  |
| Twente           | 1  | 1  | 1  | 1  | 1  | 1  | 1  | 1  | 1  | 1  | 1  | 2  | 2  | 2  | 1  | 3  | 2  | 2  | 1  | 2  | 3  | 4  | 3  | 5  | 5  | 6  | 5  | 5  | 5  | 5  | 5  | 5  | 6  | 6  |
| Groningen        | 18 | 17 | 16 | 12 | 12 | 11 | 8  | 8  | 10 | 11 | 12 | 10 | 11 | 11 | 9  | 11 | 10 | 11 | 12 | 12 | 12 | 10 | 10 | 9  | 10 | 11 | 12 | 11 | 10 | 8  | 8  | 8  | 7  | 7  |
| Heerenveen       | 17 | 16 | 13 | 13 | 14 | 16 | 13 | 13 | 11 | 12 | 10 | 13 | 13 | 13 | 13 | 13 | 13 | 13 | 14 | 15 | 14 | 13 | 14 | 12 | 9  | 9  | 9  | 7  | 7  | 7  | 7  | 7  | 8  | 8  |
| ADO Den Haag     | 5  | 10 | 7  | 8  | 6  | 7  | 7  | 7  | 8  | 8  | 8  | 8  | 10 | 8  | 8  | 9  | 9  | 8  | 7  | 8  | 8  | 8  | 8  | 8  | 8  | 7  | 7  | 8  | 9  | 10 | 12 | 10 | 9  | 9  |
| AZ               | 5  | 3  | 8  | 10 | 7  | 9  | 10 | 11 | 13 | 10 | 11 | 12 | 12 | 12 | 12 | 12 | 12 | 12 | 11 | 9  | 10 | 11 | 11 | 13 | 15 | 14 | 14 | 14 | 14 | 13 | 14 | 12 | 10 | 10 |
| PEC Zwolle       | 9  | 12 | 11 | 15 | 17 | 18 | 14 | 16 | 15 | 15 | 16 | 17 | 14 | 14 | 14 | 14 | 15 | 14 | 13 | 14 | 16 | 16 | 15 | 15 | 14 | 15 | 13 | 15 | 15 | 14 | 11 | 13 | 14 | 11 |
| Heracles         | 9  | 14 | 14 | 14 | 11 | 12 | 12 | 9  | 9  | 7  | 9  | 9  | 8  | 9  | 10 | 10 | 11 | 10 | 10 | 11 | 9  | 9  | 9  | 10 | 11 | 10 | 10 | 10 | 11 | 12 | 9  | 9  | 11 | 12 |
| NAC Breda        | 9  | 12 | 17 | 17 | 16 | 13 | 15 | 17 | 17 | 16 | 13 | 14 | 15 | 15 | 15 | 16 | 16 | 17 | 16 | 13 | 13 | 14 | 12 | 11 | 12 | 12 | 11 | 12 | 12 | 11 | 13 | 14 | 12 | 13 |
| RKC Waalwijk     | 3  | 4  | 4  | 5  | 9  | 8  | 8  | 10 | 12 | 13 | 14 | 11 | 9  | 10 | 11 | 8  | 8  | 9  | 9  | 10 | 11 | 12 | 13 | 14 | 13 | 13 | 15 | 13 | 13 | 15 | 15 | 15 | 15 | 14 |
| NEC              | 2  | 9  | 10 | 7  | 10 | 10 | 11 | 12 | 7  | 9  | 7  | 7  | 7  | 7  | 7  | 7  | 7  | 7  | 8  | 7  | 7  | 7  | 7  | 7  | 7  | 8  | 8  | 9  | 8  | 9  | 10 | 11 | 13 | 15 |
| Roda JC          | 9  | 18 | 17 | 11 | 12 | 14 | 16 | 14 | 14 | 14 | 15 | 15 | 16 | 16 | 17 | 17 | 17 | 15 | 15 | 16 | 15 | 15 | 16 | 16 | 16 | 16 | 16 | 16 | 16 | 16 | 16 | 16 | 16 | 16 |
| VVV-Venlo        | 9  | 14 | 15 | 18 | 15 | 15 | 18 | 18 | 18 | 18 | 18 | 16 | 17 | 17 | 16 | 15 | 14 | 16 | 17 | 17 | 17 | 17 | 17 | 17 | 17 | 17 | 17 | 17 | 17 | 17 | 17 | 17 | 17 | 17 |
| Willem II        | 9  | 11 | 12 | 15 | 18 | 17 | 17 | 15 | 16 | 17 | 17 | 18 | 18 | 18 | 18 | 18 | 18 | 18 | 18 | 18 | 18 | 18 | 18 | 18 | 18 | 18 | 18 | 18 | 18 | 18 | 18 | 18 | 18 | 18 |

## Resultados

### Primera rueda
Los horarios corresponden a la CET (Hora Central Europea) UTC+1 en horario estándar y UTC+2 en horario de verano.
| Willem II          | 1 - 1 Archivado el 5 de octubre de 2012 en Wayback Machine.    | NAC Breda     | Willem II Stadion        |
| RKC Waalwijk       | 3 - 2 Archivado el 5 de octubre de 2012 en Wayback Machine.    | PSV Eindhoven | Mandemakers Stadion      |
| Roda JC Kerkrade   | 1 - 1 Archivado el 5 de octubre de 2012 en Wayback Machine.    | PEC Zwolle    | Parkstad Limburg Stadion |
| SC Heracles Almelo | 1 - 1 Archivado el 14 de noviembre de 2012 en Wayback Machine. | VVV-Venlo     | Polman Stadion           |
| FC Utrecht         | 0 - 1 Archivado el 14 de agosto de 2012 en Wayback Machine.    | FC Feyenoord  | Galgenwaard              |
| SC Heerenveen      | 0 - 2 Archivado el 4 de noviembre de 2012 en Wayback Machine.  | NEC Nijmegen  | Abe Lenstra Stadion      |
| FC Twente          | 4 - 1 Archivado el 4 de noviembre de 2012 en Wayback Machine.  | FC Groningen  | De Grolsch Veste         |
| SBV Vitesse        | 2 - 2 Archivado el 14 de noviembre de 2012 en Wayback Machine. | ADO Den Haag  | GelreDome                |
| Ajax Ámsterdam     | 2 - 2 Archivado el 4 de noviembre de 2012 en Wayback Machine.  | AZ Alkmaar    | Amsterdam ArenA          |

| PSV Eindhoven | 5 - 0 Archivado el 22 de agosto de 2012 en Wayback Machine. | Roda JC Kerkrade   | Philips Stadion     |
| PEC Zwolle    | 0 - 1 Archivado el 23 de agosto de 2012 en Wayback Machine. | SBV Vitesse        | IJsseldelta Stadion |
| NAC Breda     | 0 - 1 Archivado el 23 de agosto de 2012 en Wayback Machine. | FC Twente          | Rat Verlegh Stadion |
| VVV-Venlo     | 1 - 3 Archivado el 23 de agosto de 2012 en Wayback Machine. | FC Utrecht         | De Koel             |
| FC Feyenoord  | 1 - 1 Archivado el 23 de agosto de 2012 en Wayback Machine. | SC Heerenveen      | Stadion Feyenoord   |
| FC Groningen  | 1 - 1 Archivado el 23 de agosto de 2012 en Wayback Machine. | Willem II          | Euroborg            |
| ADO Den Haag  | 2 - 2 Archivado el 23 de agosto de 2012 en Wayback Machine. | RKC Waalwijk       | Kyocera Stadion     |
| AZ Alkmaar    | 3 - 1 Archivado el 23 de agosto de 2012 en Wayback Machine. | SC Heracles Almelo | AFAS Stadion        |
| NEC Nijmegen  | 1 - 6 Archivado el 23 de agosto de 2012 en Wayback Machine. | Ajax Amsterdam     | Goffert Stadion     |

| RKC Waalwijk       | 1 - 0 Archivado el 1 de noviembre de 2012 en Wayback Machine.   | Roda JC Kerkrade | Mandemakers Stadion |
| FC Utrecht         | 1 - 1 Archivado el 29 de agosto de 2012 en Wayback Machine.     | PEC Zwolle       | Galgewaard          |
| SC Heracles Almelo | 1 - 2 Archivado el 5 de octubre de 2012 en Wayback Machine.     | FC Feyenoord     | Polman Stadion      |
| VVV-Venlo          | 2 - 4 Archivado el 18 de septiembre de 2012 en Wayback Machine. | ADO Den Haag     | De Koel             |
| Ajax Amsterdam     | 5 - 0 Archivado el 29 de agosto de 2012 en Wayback Machine.     | NAC Breda        | Amsterdam ArenA     |
| AZ Alkmaar         | 0 - 0 Archivado el 18 de septiembre de 2012 en Wayback Machine. | SC Heerenveen    | AFAS Stadion        |
| NEC Nijmegen       | 1 - 3 Archivado el 18 de septiembre de 2012 en Wayback Machine. | FC Twente        | Goffert Stadion     |
| Willem II          | 0 - 2 Archivado el 18 de septiembre de 2012 en Wayback Machine. | SBV Vitesse      | Willem II Stadion   |
| FC Groningen       | 1 - 3 Archivado el 18 de septiembre de 2012 en Wayback Machine. | PSV Eindhoven    | Euroborg            |

| ADO Den Haag     | 0 - 1                                                          | FC Groningen       | Kyocera Stadion          |
| Roda JC Kerkrade | 3 - 0                                                          | Willem II          | Parkstad Limburg Stadion |
| PEC Zwolle       | 0 - 4 Archivado el 5 de octubre de 2012 en Wayback Machine.    | NEC Nijmegen       | IJsseldelta Stadion      |
| RKC Waalwijk     | 1 - 1 Archivado el 4 de septiembre de 2012 en Wayback Machine. | SC Heracles Almelo | Mandemakers Stadion      |
| NAC Breda        | 1 - 1 Archivado el 5 de octubre de 2012 en Wayback Machine.    | FC Utrecht         | Rat Verlegh Stadion      |
| SBV Vitesse      | 1 - 0 Archivado el 6 de septiembre de 2012 en Wayback Machine. | FC Feyenoord       | GelreDome                |
| PSV Eindhoven    | 5 - 1 Archivado el 5 de septiembre de 2012 en Wayback Machine. | AZ Alkmaar         | Philips Stadion          |
| FC Twente        | 1 - 0 Archivado el 4 de septiembre de 2012 en Wayback Machine. | VVV-Venlo          | De Grolsch Veste         |
| SC Heerenveen    | 2 - 2 Archivado el 5 de septiembre de 2012 en Wayback Machine. | Ajax Ámsterdam     | Abe Lenstra Stadion      |

| Ajax            | 2 - 0 Archivado el 5 de octubre de 2012 en Wayback Machine.     | Waalwijk     | Amsterdam ArenA  |
| Heerenveen      | 1 - 3 Archivado el 18 de septiembre de 2012 en Wayback Machine. | ADO Den Haag | Abe Lenstra      |
| VVV Venlo       | 2 - 2 Archivado el 5 de octubre de 2012 en Wayback Machine.     | NEC          | De Koel          |
| Willem II       | 2 - 6 Archivado el 18 de septiembre de 2012 en Wayback Machine. | Twente       | Willem II        |
| Feyenoord       | 2 - 0 Archivado el 5 de octubre de 2012 en Wayback Machine.     | Zwolle       | De Kuip          |
| Heracles Almelo | 2 - 1 Archivado el 5 de octubre de 2012 en Wayback Machine.     | NAC Breda    | Polman           |
| AZ              | 4 - 0 Archivado el 5 de octubre de 2012 en Wayback Machine.     | Roda         | AFAS             |
| Utrecht         | 1 - 0 Archivado el 18 de septiembre de 2012 en Wayback Machine. | PSV          | Nieuw Galgewaard |
| Groningen       | 0 - 3 Archivado el 5 de octubre de 2012 en Wayback Machine.     | Vitesse      | Euroborg         |

| Roda         | 0 - 1 Archivado el 29 de octubre de 2012 en Wayback Machine.   | Utrecht         |
| Zwolle       | 1 - 2 Archivado el 3 de noviembre de 2012 en Wayback Machine.  | Groningen       |
| Waalwijk     | 1 - 1 Archivado el 4 de noviembre de 2012 en Wayback Machine.  | VVV-Venlo       |
| Vitesse      | 1 - 1 Archivado el 14 de noviembre de 2012 en Wayback Machine. | Heracles Almelo |
| NEC          | 0 - 0 Archivado el 14 de noviembre de 2012 en Wayback Machine. | Willem II       |
| ADO Den Haag | 1 - 1 Archivado el 14 de noviembre de 2012 en Wayback Machine. | Ajax            |
| Twente       | 1 - 0 Archivado el 4 de noviembre de 2012 en Wayback Machine.  | Heerenveen      |
| NAC Breda    | 2 - 1 Archivado el 14 de noviembre de 2012 en Wayback Machine. | AZ              |
| PSV          | 3 - 0 Archivado el 4 de noviembre de 2012 en Wayback Machine.  | Feyenoord       |

| Heerenveen      | 2 - 0 Archivado el 14 de noviembre de 2012 en Wayback Machine. | NAC Breda    |
| Feyenoord       | 5 - 1 Archivado el 14 de noviembre de 2012 en Wayback Machine. | NEC          |
| Utrecht         | 1 - 2 Archivado el 14 de noviembre de 2012 en Wayback Machine. | Vitesse      |
| Heracles Almelo | 3 - 3 Archivado el 14 de noviembre de 2012 en Wayback Machine. | ADO Den Haag |
| Ajax            | 1 - 0 Archivado el 14 de noviembre de 2012 en Wayback Machine. | Twente       |
| AZ              | 3 - 3 Archivado el 14 de noviembre de 2012 en Wayback Machine. | Waalwijk     |
| Willem II       | 0 - 1 Archivado el 14 de noviembre de 2012 en Wayback Machine. | Zwolle       |
| Groningen       | 3 - 2 Archivado el 14 de noviembre de 2012 en Wayback Machine. | Roda         |
| VVV-Venlo       | 0 - 6 Archivado el 14 de noviembre de 2012 en Wayback Machine. | PSV          |

| NEC       | 1 - 1 Archivado el 27 de noviembre de 2012 en Wayback Machine. | ADO Den Haag    |
| Willem II | 1 - 0 Archivado el 14 de noviembre de 2012 en Wayback Machine. | Waalwijk        |
| Zwolle    | 0 - 3 Archivado el 14 de noviembre de 2012 en Wayback Machine. | Heracles Almelo |
| Vitesse   | 3 - 3 Archivado el 27 de noviembre de 2012 en Wayback Machine. | Heerenveen      |
| Roda      | 3 - 0 Archivado el 21 de noviembre de 2012 en Wayback Machine. | VVV-Venlo       |
| Ajax      | 1 - 1 Archivado el 27 de noviembre de 2012 en Wayback Machine. | Utrecht         |
| PSV       | 4 - 0 Archivado el 14 de noviembre de 2012 en Wayback Machine. | NAC             |
| Groningen | 2 - 2 Archivado el 27 de noviembre de 2012 en Wayback Machine. | Feyenoord       |
| Twente    | 3 - 0 Archivado el 25 de noviembre de 2012 en Wayback Machine. | AZ              |

| Heracles Almelo | 3 - 3 Archivado el 27 de noviembre de 2012 en Wayback Machine. | Ajax      |
| Roda            | 1 - 1 Archivado el 22 de octubre de 2012 en Wayback Machine.   | Twente    |
| NAC Breda       | 0 - 3 Archivado el 27 de noviembre de 2012 en Wayback Machine. | Vitesse   |
| PSV             | 3 - 2 Archivado el 27 de noviembre de 2012 en Wayback Machine. | Willem II |
| AZ              | 0 - 2 Archivado el 24 de octubre de 2012 en Wayback Machine.   | NEC       |
| ADO Den Haag    | 1 - 2 Archivado el 27 de noviembre de 2012 en Wayback Machine. | Utrecht   |
| VVV-Venlo       | 2 - 3 Archivado el 27 de noviembre de 2012 en Wayback Machine. | Feyenoord |
| Heerenveen      | 3 - 0 Archivado el 23 de octubre de 2012 en Wayback Machine.   | Groningen |
| Waalwijk        | 1 - 2 Archivado el 26 de octubre de 2012 en Wayback Machine.   | Zwolle    |

| FC Utrecht         | 1 - 0 Archivado el 30 de octubre de 2012 en Wayback Machine.  | Groningen        |
| ADO Den Haag       | 2 - 0 Archivado el 29 de octubre de 2012 en Wayback Machine.  | Willem II        |
| NEC Nijmegen       | 0 - 0 Archivado el 1 de noviembre de 2012 en Wayback Machine. | Roda JC Kerkrade |
| VVV-Venlo          | 1 - 4                                                         | NAC Breda        |
| FC Feyenoord       | 2 - 2 Archivado el 31 de octubre de 2012 en Wayback Machine.  | Ajax Ámsterdam   |
| PEC Zwolle         | 1 - 2 Archivado el 31 de octubre de 2012 en Wayback Machine.  | PSV Eindhoven    |
| SC Heracles Almelo | 6 - 3 Archivado el 31 de octubre de 2012 en Wayback Machine.  | SC Heerenveen    |
| RKC Waalwijk       | 0 - 1 Archivado el 1 de noviembre de 2012 en Wayback Machine. | FC Twente        |
| SBV Vitesse        | 1 - 3 Archivado el 31 de octubre de 2012 en Wayback Machine.  | AZ Alkmaar       |

| Roda JC Kerkrade | 0 - 0 Archivado el 5 de noviembre de 2012 en Wayback Machine. | ADO Den Haag       |
| Ajax Ámsterdam   | 0 - 2 Archivado el 6 de noviembre de 2012 en Wayback Machine. | SBV Vitesse        |
| Willem II        | 1 - 5 Archivado el 6 de noviembre de 2012 en Wayback Machine. | FC Utrecht         |
| PSV Eindhoven    | 4 - 0 Archivado el 6 de noviembre de 2012 en Wayback Machine. | SC Heracles Almelo |
| FC Groningen     | 1 - 2 Archivado el 8 de noviembre de 2012 en Wayback Machine. | NEC Nijmegen       |
| AZ Alkmaar       | 1 - 2 Archivado el 8 de noviembre de 2012 en Wayback Machine. | VVV-Venlo          |
| SC Heerenveen    | 2 - 1 Archivado el 7 de noviembre de 2012 en Wayback Machine. | PEC Zwolle         |
| FC Twente        | 3 - 0 Archivado el 8 de noviembre de 2012 en Wayback Machine. | FC Feyenoord       |
| NAC Breda        | 2 - 1 Archivado el 9 de enero de 2013 en Wayback Machine.     | RKC Waalwijk       |

| NAC Breda     | 0 - 1 Archivado el 13 de noviembre de 2012 en Wayback Machine. | FC Groningen       |
| RKC Waalwijk  | 4 - 0 Archivado el 16 de noviembre de 2012 en Wayback Machine. | FC Utrecht         |
| VVV-Venlo     | 4 - 1 Archivado el 16 de noviembre de 2012 en Wayback Machine. | Willem II          |
| ADO Den Haag  | 2 - 2 Archivado el 15 de noviembre de 2012 en Wayback Machine. | AZ Alkmaar         |
| NEC Nijmegen  | 3 - 2 Archivado el 13 de noviembre de 2012 en Wayback Machine. | SC Heracles Almelo |
| SBV Vitesse   | 0 - 0 Archivado el 16 de noviembre de 2012 en Wayback Machine. | FC Twente          |
| FC Feyenoord  | 5 - 2 Archivado el 14 de noviembre de 2012 en Wayback Machine. | Roda JC Kerkrade   |
| PEC Zwolle    | 2 - 5 Archivado el 13 de noviembre de 2012 en Wayback Machine. | Ajax Ámsterdam     |
| PSV Eindhoven | 5 - 1 Archivado el 14 de noviembre de 2012 en Wayback Machine. | SC Heerenveen      |

| ADO Den Haag       | 1 - 6 Archivado el 20 de noviembre de 2012 en Wayback Machine. | PSV Eindhoven    |
| SC Heerenveen      | 0 - 2 Archivado el 19 de noviembre de 2012 en Wayback Machine. | RKC Waalwijk     |
| PEC Zwolle         | 2 - 0 Archivado el 28 de noviembre de 2012 en Wayback Machine. | NAC Breda        |
| Ajax Ámsterdam     | 2 - 0 Archivado el 19 de noviembre de 2012 en Wayback Machine. | VVV-Venlo        |
| FC Groningen       | 1 - 1 Archivado el 28 de noviembre de 2012 en Wayback Machine. | AZ Alkmaar       |
| SBV Vitesse        | 4 - 1 Archivado el 27 de noviembre de 2012 en Wayback Machine. | NEC Nijmegen     |
| FC Feyenoord       | 3 - 0 Archivado el 27 de noviembre de 2012 en Wayback Machine. | Willem II        |
| FC Utrecht         | 1 - 1 Archivado el 27 de noviembre de 2012 en Wayback Machine. | FC Twente        |
| SC Heracles Almelo | 7 - 1 Archivado el 27 de noviembre de 2012 en Wayback Machine. | Roda JC Kerkrade |

| NAC Breda        | 0 - 3 (enlace roto disponible en Internet Archive; véase el historial, la primera versión y la última). | ADO Den Haag       |
| NEC Nijmegen     | 2 - 0 (enlace roto disponible en Internet Archive; véase el historial, la primera versión y la última). | FC Utrecht         |
| RKC Waalwijk     | 1 - 1 (enlace roto disponible en Internet Archive; véase el historial, la primera versión y la última). | FC Groningen       |
| VVV-Venlo        | 1 - 1 (enlace roto disponible en Internet Archive; véase el historial, la primera versión y la última). | SC Heerenveen      |
| Willem II        | 2 - 2 (enlace roto disponible en Internet Archive; véase el historial, la primera versión y la última). | SC Heracles Almelo |
| Roda JC Kerkrade | 1 - 2 Archivado el 28 de noviembre de 2012 en Wayback Machine.                                          | Ajax Ámsterdam     |
| AZ Alkmaar       | 0 - 2 Archivado el 29 de noviembre de 2012 en Wayback Machine.                                          | FC Feyenoord       |
| PSV Eindhoven    | 1 - 2 Archivado el 28 de noviembre de 2012 en Wayback Machine.                                          | SBV Vitesse        |
| FC Twente        | 2 - 2                                                                                                   | PEC Zwolle         |

| PEC Zwolle     | 0 - 0 Archivado el 3 de diciembre de 2012 en Wayback Machine. | VVV-Venlo          |
| FC Twente      | 2 - 0 Archivado el 5 de diciembre de 2012 en Wayback Machine. | ADO Den Haag       |
| FC Feyenoord   | 2 - 0 Archivado el 5 de diciembre de 2012 en Wayback Machine. | RKC Waalwijk       |
| Willem II      | 3 - 1 Archivado el 5 de diciembre de 2012 en Wayback Machine. | SC Heerenveen      |
| Ajax Ámsterdam | 3 - 1 Archivado el 4 de diciembre de 2012 en Wayback Machine. | PSV Eindhoven      |
| NEC Nijmegen   | 1 - 1 Archivado el 5 de diciembre de 2012 en Wayback Machine. | NAC Breda          |
| FC Groningen   | 2 - 0 Archivado el 5 de diciembre de 2012 en Wayback Machine. | SC Heracles Almelo |
| FC Utrecht     | 2 - 1 Archivado el 5 de diciembre de 2012 en Wayback Machine. | AZ Alkmaar         |
| SBV Vitesse    | 3 - 0 Archivado el 5 de diciembre de 2012 en Wayback Machine. | Roda JC Kerkrade   |

| SC Heracles Almelo | 1 - 1 Archivado el 15 de diciembre de 2012 en Wayback Machine. | FC Utrecht       |
| RKC Waalwijk       | 2 - 0 Archivado el 10 de diciembre de 2012 en Wayback Machine. | NEC Nijmegen     |
| ADO Den Haag       | 1 - 1 Archivado el 13 de diciembre de 2012 en Wayback Machine. | PEC Zwolle       |
| AZ Alkmaar         | 0 - 0 Archivado el 11 de diciembre de 2012 en Wayback Machine. | Willem II        |
| Ajax Ámsterdam     | 2 - 0 Archivado el 12 de diciembre de 2012 en Wayback Machine. | FC Groningen     |
| SC Heerenveen      | 4 - 4 Archivado el 12 de diciembre de 2012 en Wayback Machine. | Roda JC Kerkrade |
| VVV-Venlo          | 3 - 1 Archivado el 12 de diciembre de 2012 en Wayback Machine. | SBV Vitesse      |
| NAC Breda          | 2 - 2 Archivado el 12 de diciembre de 2012 en Wayback Machine. | FC Feyenoord     |
| PSV Eindhoven      | 3 - 0 Archivado el 13 de diciembre de 2012 en Wayback Machine. | FC Twente        |

| FC Twente        | 3 - 2                                                                                                   | SC Heracles Almelo |
| PEC Zwolle       | 1 - 2 Archivado el 1 de enero de 2013 en Wayback Machine.                                               | AZ Alkmaar         |
| FC Groningen     | 0 - 0 Archivado el 31 de diciembre de 2012 en Wayback Machine.                                          | VVV-Venlo          |
| Roda JC Kerkrade | 0 - 0 (enlace roto disponible en Internet Archive; véase el historial, la primera versión y la última). | NAC Breda          |
| NEC Nijmegen     | 1 - 1 Archivado el 19 de diciembre de 2012 en Wayback Machine.                                          | PSV Eindhoven      |
| FC Utrecht       | 3 - 1 Archivado el 19 de diciembre de 2012 en Wayback Machine.                                          | SC Heerenveen      |
| SBV Vitesse      | 2 - 2 Archivado el 19 de diciembre de 2012 en Wayback Machine.                                          | RKC Waalwijk       |
| FC Feyenoord     | 3 - 1 Archivado el 30 de diciembre de 2012 en Wayback Machine.                                          | ADO Den Haag       |
| Willem II        | 2 - 4 Archivado el 19 de diciembre de 2012 en Wayback Machine.                                          | Ajax Ámsterdam     |

### Segunda rueda
| AZ Alkmaar         | 0 - 3 Archivado el 30 de diciembre de 2012 en Wayback Machine.                                          | FC Twente        |
| SC Heerenveen      | 2 - 1 Archivado el 30 de diciembre de 2012 en Wayback Machine.                                          | SBV Vitesse      |
| SC Heracles Almelo | 1 - 1 Archivado el 1 de enero de 2013 en Wayback Machine.                                               | Zwolle           |
| ADO Den Haag       | 2 - 0 Archivado el 30 de diciembre de 2012 en Wayback Machine.                                          | NEC Nijmegen     |
| NAC Breda          | 1 - 6 Archivado el 30 de diciembre de 2012 en Wayback Machine.                                          | PSV Eindhoven    |
| RKC Waalwijk       | 0 - 0 (enlace roto disponible en Internet Archive; véase el historial, la primera versión y la última). | Willem II        |
| FC Utrecht         | 0 - 0 Archivado el 30 de diciembre de 2012 en Wayback Machine.                                          | Ajax Ámsterdam   |
| FC Feyenoord       | 2 - 1 Archivado el 30 de diciembre de 2012 en Wayback Machine.                                          | FC Groningen     |
| VVV-Venlo          | 2 - 4 Archivado el 31 de diciembre de 2012 en Wayback Machine.                                          | Roda JC Kerkrade |

| PSV        | 1 - 3 | Zwolle          |
| Heerenveen | 0 - 1 | Heracles Almelo |
| Twente     | 0 - 0 | Waalwijk        |
| AZ         | 4 - 0 | Vitesse         |
| NAC Breda  | 1 - 0 | VVV-Venlo       |
| Groningen  | 0 - 2 | Utrecht         |
| Willem II  | 1 - 1 | ADO Den Haag    |
| Ajax       | 3 - 0 | Feyenoord       |
| Roda       | 2 - 0 | NEC             |

| VVV-Venlo       | 1 - 4 | AZ         |
| Zwolle          | 1 - 1 | Heerenveen |
| ADO Den Haag    | 2 - 2 | Roda       |
| Waalwijk        | 0 - 4 | NAC Breda  |
| Heracles Almelo | 1 - 5 | PSV        |
| Vitesse         | 3 - 2 | Ajax       |
| Feyenoord       | 0 - 0 | Twente     |
| NEC             | 2 - 1 | Groningen  |
| Utrecht         | 3 - 1 | Willem II  |

| Waalwijk  | 0 - 1 | Heerenveen      |
| Roda      | 3 - 3 | Heracles Almelo |
| NAC Breda | 3 - 0 | Zwolle          |
| PSV       | 7 - 0 | ADO Den Haag    |
| AZ        | 0 - 1 | Groningen       |
| NEC       | 2 - 1 | Vitesse         |
| VVV-Venlo | 0 - 3 | Ajax            |
| Twente    | 2 - 4 | Utrecht         |
| Willem II | 1 - 3 | Feyenoord       |

| ADO Den Haag    | 2 - 1 | NAC Breda |
| Heracles Almelo | 4 - 1 | Willem II |
| Groningen       | 2 - 1 | Waalwijk  |
| Heerenveen      | 2 - 2 | VVV-Venlo |
| Vitesse         | 2 - 2 | PSV       |
| Utrecht         | 0 - 3 | NEC       |
| Ajax            | 1 - 1 | Roda      |
| Feyenoord       | 3 - 1 | AZ        |
| Zwolle          | 1 - 1 | Twente    |

| NEC          | 1 - 2 | VVV-Venlo       |
| NAC Breda    | 1 - 1 | Heracles Almelo |
| Roda         | 2 - 2 | AZ              |
| Twente       | 1 - 1 | Willem II       |
| PSV          | 2 - 1 | Utrecht         |
| Zwolle       | 3 - 2 | Feyenoord       |
| ADO Den Haag | 2 - 0 | Heerenveen      |
| Vitesse      | 2 - 0 | Groningen       |
| Waalwijk     | 0 - 2 | Ajax            |

| Willem II       | 2 - 3 | NEC          |
| Groningen       | 1 - 0 | Zwolle       |
| VVV-Venlo       | 1 - 0 | Waalwijk     |
| Heracles Almelo | 3 - 5 | Vitesse      |
| Heerenveen      | 2 - 1 | Twente       |
| Utrecht         | 4 - 0 | Roda         |
| Feyenoord       | 2 - 1 | PSV          |
| AZ              | 0 - 1 | NAC Breda    |
| Ajax            | 1 - 1 | ADO Den Haag |

| Vitesse      | 2 - 0 | Utrecht         |
| NAC Breda    | 1 - 2 | Heerenveen      |
| Zwolle       | 2 - 0 | Willem II       |
| Twente       | 0 - 2 | Ajax            |
| PSV          | 2 - 0 | VVV-Venlo       |
| Waalwijk     | 2 - 1 | AZ              |
| Roda         | 4 - 1 | Groningen       |
| NEC          | 0 - 3 | Feyenoord       |
| ADO Den Haag | 3 - 1 | Heracles Almelo |

| Groningen       | 1 - 1 | NAC Breda    |
| AZ              | 1 - 1 | ADO Den Haag |
| Utrecht         | 1 - 0 | Waalwijk     |
| Heracles Almelo | 1 - 0 | NEC          |
| Willem II       | 1 - 0 | VVV-Venlo    |
| Roda            | 0 - 1 | Feyenoord    |
| Ajax            | 3 - 0 | Zwolle       |
| Twente          | 0 - 1 | Vitesse      |
| Heerenveen      | 2 - 1 | PSV          |

| Zwolle       | 3 - 2 | Roda            |
| NEC          | 1 - 3 | Heerenveen      |
| PSV          | 2 - 0 | Waalwijk        |
| VVV-Venlo    | 0 - 2 | Heracles Almelo |
| ADO Den Haag | 0 - 4 | Vitesse         |
| NAC Breda    | 4 - 0 | Willem II       |
| Feyenoord    | 2 - 1 | Utrecht         |
| AZ           | 2 - 3 | Ajax            |
| Groningen    | 0 - 3 | Twente          |

| Heerenveen      | 2 - 0 | Feyenoord    |
| Willem II       | 1 - 2 | Groningen    |
| Utrecht         | 2 - 1 | VVV-Venlo    |
| Twente          | 1 - 1 | NAC Breda    |
| Roda            | 2 - 2 | PSV          |
| Vitesse         | 2 - 1 | Zwolle       |
| Waalwijk        | 4 - 0 | ADO Den Haag |
| Ajax            | 4 - 1 | NEC          |
| Heracles Almelo | 1 - 2 | AZ           |

| Feyenoord | 1 - 0 | VVV-Venlo       |
| Zwolle    | 1 - 1 | Waalwijk        |
| Willem II | 1 - 3 | PSV             |
| Twente    | 2 - 0 | Roda            |
| Vitesse   | 3 - 0 | NAC Breda       |
| Groningen | 3 - 1 | Heerenveen      |
| Ajax      | 4 - 0 | Heracles Almelo |
| Utrecht   | 1 - 0 | ADO Den Haag    |
| NEC       | 1 - 1 | AZ              |

| VVV-Venlo       | 0 - 2 | Zwolle    |
| NAC Breda       | 2 - 0 | NEC       |
| Heracles Almelo | 0 - 2 | Groningen |
| Roda            | 3 - 3 | Vitesse   |
| ADO Den Haag    | 1 - 3 | Twente    |
| AZ              | 6 - 0 | Utrecht   |
| PSV             | 2 - 3 | Ajax      |
| Heerenveen      | 3 - 2 | Willem II |
| Waalwijk        | 1 - 1 | Feyenoord |

| Ajax            | 1 - 1 | Heerenveen   |
| Groningen       | 2 - 1 | ADO Den Haag |
| Heracles Almelo | 4 - 0 | Waalwijk     |
| Willem II       | 2 - 1 | Roda         |
| AZ              | 1 - 3 | PSV          |
| VVV Venlo       | 2 - 2 | Twente       |
| NEC             | 1 - 3 | Zwolle       |
| Utrecht         | 3 - 0 | NAC Breda    |
| Feyenoord       | 2 - 0 | Vitesse      |

| Heerenveen   | 0 - 4 | AZ              |
| PSV          | 5 - 2 | Groningen       |
| ADO Den Haag | 1 - 1 | VVV Venlo       |
| Roda         | 3 - 1 | Waalwijk        |
| NAC Breda    | 0 - 2 | Ajax            |
| Twente       | 5 - 2 | NEC             |
| Feyenoord    | 6 - 0 | Heracles Almelo |
| Zwolle       | 1 - 2 | Utrecht         |
| Vitesse      | 3 - 1 | Willem II       |

| ADO Den Haag    | 2 - 0 | Feyenoord |
| Ajax            | 5 - 0 | Willem II |
| AZ              | 4 - 0 | Zwolle    |
| Heerenveen      | 2 - 4 | Utrecht   |
| NAC Breda       | 5 - 3 | Roda      |
| PSV             | 4 - 2 | NEC       |
| Waalwijk        | 3 - 2 | Vitesse   |
| Heracles Almelo | 1 - 1 | Twente    |
| VVV Venlo       | 0 - 0 | Groningen |

| Groningen | 0 - 2 | Ajax            |
| Utrecht   | 3 - 0 | Heracles Almelo |
| Feyenoord | 1 - 0 | NAC Breda       |
| NEC       | 1 - 2 | Waalwijk        |
| Zwolle    | 4 - 2 | ADO Den Haag    |
| Roda      | 1 - 0 | Heerenveen      |
| Twente    | 3 - 1 | PSV             |
| Vitesse   | 0 - 1 | VVV Venlo       |
| Willem II | 2 - 0 | AZ              |

| Bandera de los Países Bajos |
| Campeón Ajax 32.º título    |

## Goleadores
| Wilfried Bony                                                      | Vitesse Arnhem | 31 |
| Graziano Pellè                                                     | Feyenoord      | 26 |
| Alfreð Finnbogason                                                 | SC Heerenveen  | 24 |
| Jozy Altidore                                                      | AZ             | 23 |
| Sanharib Malki                                                     | Roda           | 17 |
| Dries Mertens                                                      | PSV            | 16 |
| Jeremain Lens                                                      | PSV            | 15 |
| Jacob Mulenga                                                      | Utrecht        | 14 |
| Georginio Wijnaldum                                                | PSV            | 14 |
| Última actualización: 12 de mayo de 2013 (final de la competencia) |                |    |

## Play-offs

### Liga Europea
| Heerenveen | 0 - 1 | Utrecht    |
| Utrecht    | 2 - 1 | Heerenveen |

| Groningen | 0 - 1 | Twente    |
| Twente    | 3 - 2 | Groningen |

| Final                                                               | Final     | Final     | Final | Final | Final |
| Local                                                               | Resultado | Visitante |       |       |       |
| ------------------------------------------------------------------- | --------- | --------- | ----- | ----- | ----- |
| Twente                                                              | 0 - 2     | Utrecht   |       |       |       |
| Utrecht                                                             | 1 - 2     | Twente    |       |       |       |
| Utrecht clasifica por un global de 3 - 2 a la Liga Europea 2013-14. |           |           |       |       |       |

### Descenso

#### Ronda 1
| Local           | Resultado | Visitante       |
| --------------- | --------- | --------------- |
| FC Dordrecht    | 3 - 3     | Go Ahead Eagles |
| Go Ahead Eagles | 3 - 0     | FC Dordrecht    |

| Local           | Resultado | Visitante       |
| --------------- | --------- | --------------- |
| De Graafschap   | 2 - 1     | Fortuna Sittard |
| Fortuna Sittard | 1 - 3     | De Graafschap   |

#### Ronda 2
| Go Ahead Eagles                                                 | 1 - 0 | VVV-Venlo       |
| VVV-Venlo                                                       | 0 - 3 | Go Ahead Eagles |
| VVV-Venlo descendió a la Eerste Divisie por un global de 4 - 0. |       |                 |

| Local          | Resultado | Visitante      |
| -------------- | --------- | -------------- |
| MVV Maastricht | 0 - 1     | FC Volendam    |
| FC Volendam    | 3 - 1     | MVV Maastricht |

| Local            | Resultado | Visitante        |
| ---------------- | --------- | ---------------- |
| Helmond Sport    | 2 - 4     | Sparta Rotterdam |
| Sparta Rotterdam | 1 - 1     | Helmond Sport    |

| Local         | Resultado | Visitante     |
| ------------- | --------- | ------------- |
| De Graafschap | 1 - 1     | Roda          |
| Roda          | 6 - 1     | De Graafschap |

#### Ronda 3
| Go Ahead Eagles                                                  | 3 - 0 | FC Volendam     |
| FC Volendam                                                      | 1 - 0 | Go Ahead Eagles |
| Go Ahead Eagles asciende a la Eredivisie con un global de 3 - 1. |       |                 |

| Sparta Rotterdam                                            | 0 - 0 | Roda             |
| Roda                                                        | 2 - 1 | Sparta Rotterdam |
| Roda JC permaneció en la Eredivisie con un global de 2 - 1. |       |                  |